# Castelo Rusky
O Castelo Rusky, também conhecido como Castelo Ruskie, é um castelo em ruínas numa ilhota no Loch Rusky, Stirling, na Escócia. A ilhota encontra-se submersa. O castelo era conhecido por ter sido propriedade de Sir John de Menteith.